# Setting Standards
Setting Standards är Lazees debutskiva från 2008. Albumets första singel var Rock Away som släpptes i januari, Andra singeln var Hold On med Neverstore, den tredje singeln var I'm Not Pop. Setting Standards släpptes i Sverige 27 augusti 2008. Lazee han själv har skrivit alla låtarna till skivan.

## Låtlista
1. Setting Standards – 3:30
2. I'm Not Pop – 3:43
3. Hold On – 3:13
4. All Across The World – 3:16
5. Rock Away – 3:52
6. Back To 85 – 3:36
7. Fast Life – 3:28
8. Heartless – 3:20
9. Baby – 3:26
10. Get To Know Me – 4:00
11. Can't Change Me – 3:37
12. Trend Setter (Get Up) – 4:40
13. My Hero (Words Can't Describe) – 3:09
14. Missing You – 4:50
15. Drop Bombs – 3:58
16. Rock Away (Remix) – 3:53